# 肖茶卡
肖茶卡（藏語：ཤོ་ཚྭ་ཁ།，威利转写：sho tshwa kha，THL：Sho Tsakha）位于中国西藏自治区那曲市尼玛县境内，地处尼玛县中部，肖日山北麓。湖面海拔4795米，面积12.1平方公里。湖水主要靠地表径流补给。